# Ornementation (musique)
Pour les articles homonymes, voir Ornement.
L’ornementation est l'art et la manière d'embellir, de varier et d'amplifier une ligne mélodique, un thème ou, dans la musique classique, un mouvement d'une composition musicale — particulièrement les adagios ou les largos — en utilisant toutes les possibilités des ornements, des mouvements mélodiques ou harmoniques, des notes de passage ou  étrangères.

## Dans la musique savante
Dès le Moyen Âge et jusqu'à la période classique, les solistes vocaux ou instrumentaux ont pratiqué  l'ornementation, souvent aidés par les compositeurs par des agréments (tremblement, coulé, double cadence, tour de gosier, port de voix, pincé, flatté, chute, mordant, appoggiature, trille et autre gruppetto), notés sur la partition et regroupés dans des tables d'agréments.
Un exemple de référence est l'ornementation réalisée par Jean-Sébastien Bach lors de sa transcription pour clavecin (Concerto BWV 974) du Concerto pour hautbois en ré mineur d'Alessandro Marcello dans le deuxième mouvement. Georg Philipp Telemann, dans ses Sonates méthodiques donne de précieuses indications sur les usages de l'écriture sous forme simplifiée et de la réalisation d'une possibilité d'ornementation.